# 亚洲沃德兰游乐园

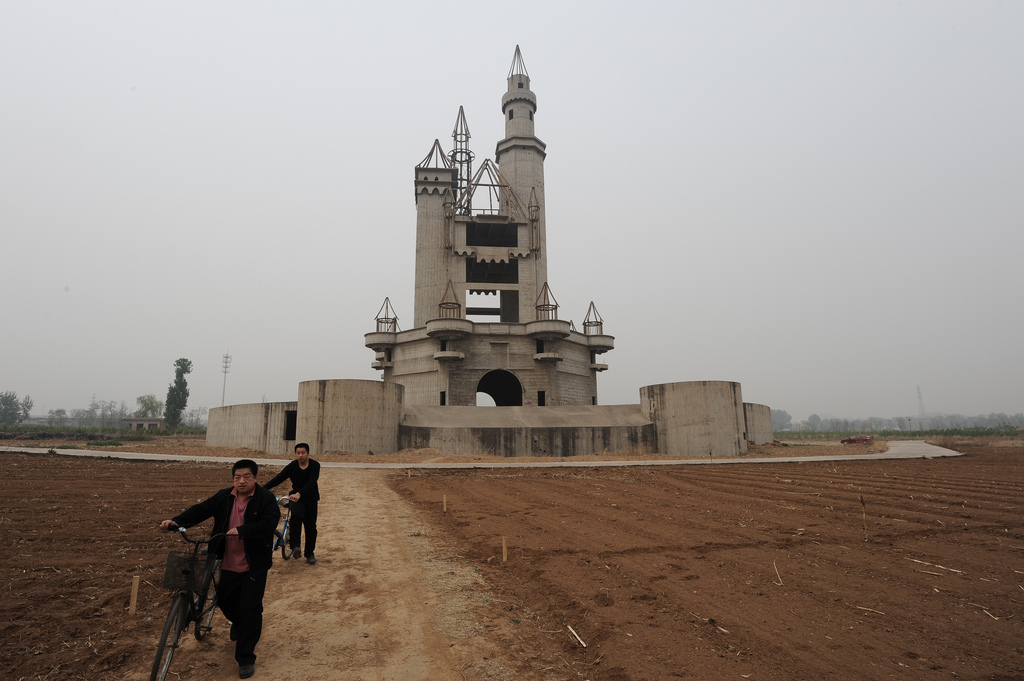
游樂園僅剩的未拆除古堡，截至2023年依然留存。

亚洲沃德兰游乐园是位于中国北京市昌平区南口镇的一座未完工的大型游乐园，规划时原准备建成“亚洲最大的游乐园”。

## 简介
1994年，南口镇人民政府引入了亚洲沃德兰游乐园项目，将陈庄村、雪山村、红泥沟村等5个村的1000余亩土地出租给了华彬集团，由其投资创建亚洲沃德兰游乐园项目。在规划建设之时，亚洲沃德兰游乐园的定位为“亚洲最大的游乐园”，总占地面积123.04公顷，曾经被国家旅游局列为重点项目。按照当时的设计，该游乐园内准备兴建游乐设施、高级酒店、购物中心、美食街等等，建成后面积将超过东京迪斯尼乐园，成为亚洲最大的游乐园。但因1998年东南亚金融危机波及了投资商，造成亚洲沃德兰游乐园项目停工。此后，该游乐园未重新开工。游乐园内已建的古堡等建筑逐渐成为探险爱好者们的乐园。
2012年9月，该游乐园项目的建设方华彬庄园拆除了游乐园内的部分钢结构，但该项目北部的灰色古堡、南边的两座欧式风格建筑则暂未拆除。华彬集团准备在游乐园原址处建设奥特莱斯奢侈品超市。2013年4月至5月，南边的两座欧式风格建筑被拆除，北部的灰色古堡则尚存。